# 1724 en France
Chronologie de la France
- 1720
- 1721
- 1722
- 1723
- 1724
- 1725
- 1726
- 1727
- 1728

Cette page concerne l’année 1724 du calendrier grégorien.

## Événements
- 2 février : nomination de cinquante-huit chevaliers de l’ordre du Saint-Esprit et de sept maréchaux de France. Ils sont reçus le 3 juin dans la chapelle de Versailles[1].
- 4 février : la valeur du louis est ramenée de 27 livres à 20 livres tournois, mesure inspirée par Joseph Pâris Duverney pour tenter de faire baisser les prix, sans succès[2].

- Mars : actualisation du « Code noir » qui s’applique à la Louisiane, renforçant la totale dépendance des esclaves noirs à l’égard de leurs maîtres[3].

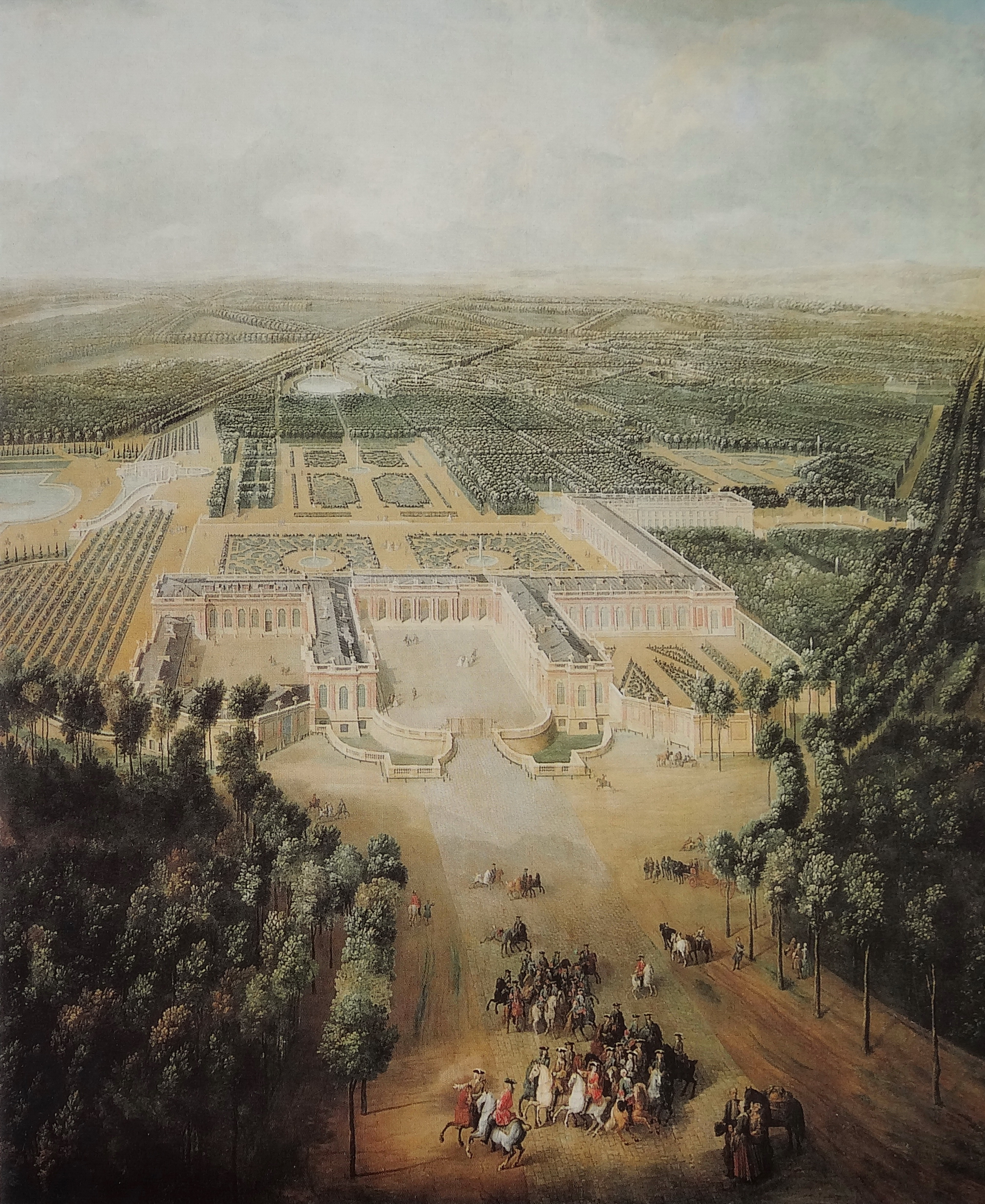
Louis XV enfant en promenade à cheval en vue du château du Grand Trianon, Jean-Baptiste Martin, 1624.

- 14 mai : déclaration royale contre les huguenots, qui interdit les assemblées du Désert, impose le baptême catholique aux enfants et rétablit la peine de mort, la condamnation aux galères où la confiscations des biens aux résistants[4]. Peu appliquée, elle n’engendre pas de persécutions mais impose l’instruction catholique forcée pour les enfants. La déclaration du 13 décembre 1698, rendant l’école obligatoire pour tous les enfants, sous contrôle catholique, est réitérée[5].

- 18 juillet : déclaration royale sur l’enfermement et la mise au travail des vagabonds. La mesure, financée par l’État, concerne l'intégralité du territoire. Un bureau général de correspondance avec tous les autres hôpitaux généraux est établi à l'hôpital général de Paris pour centraliser les informations concernant les vagabonds. Le signalement des voyageurs est désormais inscrit sur leur passeport[6].
- Juillet : édit de suppression des offices municipaux donné à Chantilly[7].
- 29 août :
  - arrêt du Conseil rendu à Fontainebleau portant création de la commission des péages[8].
  - nouvelle réglementation des gabelles[9].
- Été pluvieux. Mauvaise récolte[10].
- 24 septembre : arrêt du Conseil d’État instituant la Bourse de Paris[11] ; elle va contribuer à l’essor économique de la France au XVIIIe siècle.
- 29 octobre : le duc de Bourbon envisage de renvoyer l'infante d'Espagne que doit épouser le roi : le gouvernement conserve une orientation pro-britannique, et de plus l’infante est trop jeune pour donner vite un dauphin à la France[12]..